# 台北仁濟院
台北仁濟院是臺灣一家社會福利機構，最早可追朔自同治五年（1866年）。

## 歷史
台北仁濟院之源起可追溯至清治時代的窮民救助機構。最早是由板橋林家林維源於1866年邀集地方士紳所共同創立之保嬰局、育嬰堂、回春院、養濟院、同善堂等社會慈善基構。
- 「保嬰局」初期救養女棄嬰，後改為救濟貧苦幼童。
- 「育嬰堂」收容、撫養棄嬰、孤兒及貧苦無以教養之嬰兒。
- 「回春院」收容、救濟行旅病人。
- 「養濟院」收容孤苦無依老人。
- 「同善堂」做為來台官商勇客死而無力殯殮之停柩所，後亦嘉後惠於渡台窮民。

1866年（清同治五年），由當時之地方士紳所共同募資，共同設立的私人慈善組織。其中之一為由板橋士紳林維源所創立之保嬰局。
1895年（清光緖21年）04月17日，清國與日本簽訂馬關條約後，將台、澎等地割讓予日本，進入日治時期。日本為統治台灣，統治初期皆延用清國時期之舊有習慣及律法，簡稱「舊慣」。
1899年5月3日（明治32年），日本政府為管理民間之慈善單位，而頒佈慈善規則，故由與數個私人慈善單位，共同組織公益慈善團體，而成立台北仁濟院。
1923年1月1日（大正12年），日本政府頒佈敕令406號，宣布台灣地區適用日本民法（廢除延用清國律法及習慣之「舊慣」）。台北仁濟院即依日本民法規定登記設立「財團法人台北仁濟院」。
1949年（民國38年），中華民國政府遷台後，即依國民政府頒佈實施民法、社會救濟法等之規定，於1950年（民國39年）完成辦理「財團法人私立台北仁濟救濟院」登記。
1971年（民國60年），因中央主管機關改隸為台灣省政府社會處，為配合主管機關之要求更名為「財團法人台灣省私立台北仁濟救濟院」登記。
1979年（民國68年），台灣省政府社會處表示名稱中有「救濟」，有損受救濟人之自尊，經奉准刪除「救濟」二字，而更名登記為「財團法人台灣省私立台北仁濟院」登記。

## 附設機構
台北仁濟院現今設立之附設機構：
- 仁濟醫院
- 台北仁濟院忠孝館前站前大樓/籌備中
- 附設仁濟安老所
- 附設新莊仁濟醫院
- 附設台北市昆明街日照中心/籌備中

## 外部連結
- 台北仁濟院官網 （页面存档备份，存于）